# Pratibha Patil
Pratibha Patil (født 19. december 1934 i Nadgaon, Maharashtra) er en indisk politiker, der var den første kvindelige præsident i Indien fra 2007 til 2012. Hun var fra 8. november 2004 guvernør i delstaten Rajasthan. Pratibha Patil efterfulgte Abdul Kalam på posten. Patil er medlem af Indian National Congress.